# Mark Chase
Mark Wayne Chase (1951) is een Brits botanicus.
In 1973 behaalde hij zijn BA in geschiedenis aan Albion College in Albion (Michigan). In 1980 behaalde hij zijn M.Sc. in de biologie aan de Universiteit van Michigan. In 1985 behaalde hij aan deze universiteit een Ph.d. in de botanie met het proefschrift A Monograph of Leochilus (Orchidaceae) (Mexico, Central America, South America).
Tussen 1986 en 1988 was Chase als postdoc actief op de afdeling biologie van de University of Michigan. Tussen 1988 en 1992 was hij assistant professor aan de Universiteit van North Carolina te Chapel Hill.
Sinds 1992 is Chase werkzaam bij de Kew Gardens, waar hij onderzoek doet bij het Jodrell Laboratory. Sinds 2006 is hij hoofd van het Jodrell Laboratory. Hij heeft zich gespecialiseerd in moleculaire systematiek en evolutiebiologie van bedektzadigen, allopolyploïdie in bedektzadigen en de taxonomie van de orchideeënfamilie. In zijn onderzoek gebruikt hij DNA-sequenties ter ontrafeling van de evolutie en classificatie van bedektzadigen. Hij richt zich hierbij speciaal op Nicotiana en de orchideeënfamilie. Hij is co-redacteur van een boekenserie met betrekking tot alle geslachten uit de orchideeënfamilie: Genera Orchidacearum. Hij heeft meegewerkt in de Angiosperm Phylogeny Group. Hij is gasthoogleraar aan Queen Mary, University of London.
In 1997 ontving hij een eredoctoraat van de Uppsala universitet. In 2004 ontving hij een eredoctoraat van de Universiteit Gent. In 1998 kreeg hij de Linnean Medal van de Linnean Society of London. In 2008 kende deze organisatie hem de Darwin-Wallace Medal toe. Ook werd hij in 2003 verkozen als Fellow of the Royal Society of London. Hij is lid van de American Society of Plant Taxonomists en de Botanical Society of America.
Chase is (mede)auteur van artikelen in tijdschriften als Annals of the Missouri Botanical Garden, Belgian Journal of Botany, Botanical Journal of the Linnean Society, Curtis's Botanical Magazine, Kew Bulletin, Nature en Systematic Botany. Hij heeft meer dan achthonderd botanische namen (mede)gepubliceerd. Volgens 'ISI HighlyCited.com' behoort hij tot de meest geciteerde wetenschappers op het gebied van plant-en dierwetenschappen.